# NGC 6051
NGC 6051 је елиптична галаксија у сазвежђу Змија која се налази на NGC листи објеката дубоког неба.
Деклинација објекта је + 23° 55' 56" а ректасцензија 16h 4m 56,6s. Привидна величина (магнитуда) објекта NGC 6051 износи 13,2 а фотографска магнитуда 14,2. Налази се на удаљености од 113,056 милиона парсека од Сунца. NGC 6051 је још познат и под ознакама UGC 10178, MCG 4-38-21, CGCG 137-30, PGC 57006.